# Mary Ellis
Mary Ellis (nata May Belle Elsas; Manhattan, 15 giugno 1897 – Londra, 30 gennaio 2003) è stata un'attrice e cantante lirica statunitense che ha recitato in teatro, alla radio, alla televisione e al cinema, meglio conosciuta per i suoi ruoli nei musical, in particolare nelle opere di Ivor Novello.
Dopo essersi esibita al Metropolitan Opera House a partire dal 1918, recitò a Broadway interpretando il ruolo principale in Rose-Marie. Nel 1930 emigrò in Inghilterra, dove ottenne ulteriore fama e continuò a esibirsi negli anni '90. Prese inoltre parte a diversi film, tra cui The 3 Worlds of Gulliver nel 1960.

## Biografia
Ellis nacque da Herman Elsas e Caroline Elsas (nata Reinhardt), entrambi tedeschi. Si interessò per la prima volta all'esibizione intorno al 1910, e con un corso professionale studiò da soprano lirico sotto la guida del contralto belga Freida de Goebele e del docente italiano Fernando Tanara. Debuttò al Metropolitan Opera il 14 dicembre 1918 nella prima mondiale de Il trittico di Puccini, interpretando il ruolo di Genoveffa in Suor Angelica, la seconda delle tre opere in un atto della serata. Interpretò inoltre Lauretta in Gianni Schicchi, la terza opera del trittico. Apparve anche nella prima di L'oiseau bleu di Albert Wolff, interpretando Mytyl, nel 1919. Nella compagnia del Metropolitan inoltre si esibì ne L'elisir d'amore e in Boris Godunov.
A Broadway interpretò i ruoli del monello di strada e della ragazza errante in Louis nel 1921, il ruolo di Nerissa nella produzione del 1922 de Il mercante di Venezia e quello della ballerina milanese in Casanova (1923). Ottenne una più ampia notorietà interpretando il ruolo principale nell'operetta Rose-Marie di Rudolf Friml nel 1924. Prese parte all'adattamento di The Neighbourhood Playhouse del 1925 di Dybbuk e apparve in The Crown Prince (1927), La bisbetica domata (1927-1928) e in Meet the Prince.
Nel 1930 emigrò in Inghilterra con Basil Sydney, il suo terzo marito, che aveva sposato nel 1929. Al Teatro del West End di Londra recitò in Music in the Air (1933) di Jerome Kern e interpretò i suoi ruoli più noti, come le eroine delle tre operette di Ivor Novello Glamorous Night (1935), The Dancing Years (1939) e Arc de Triomphe (1943). Recitò in diversi film negli anni '30, tra cui la trasposizione cinematografica di Glamorous Night nel 1937.
Durante la seconda guerra mondiale fu assente nella scena teatrale. Prese parte ad attività di assistenza sociale negli ospedali e di tanto in tanto dava concerti per intrattenere i membri delle forze armate. Tornando sul palcoscenico dopo la guerra, riscosse successo nelle produzioni britanniche del 1944 e 1947 del melodramma di Noël Coward Point Valaine, interpretando un'albergatrice in una sordida relazione clandestina con il suo capo cameriere. Nel 1948 interpretò Millie Crocker-Harris in La versione Browning di Terence Rattigan, e nel 1952 interpretò Volumnia in Coriolano al Royal Shakespeare Theatre.
Nel 1954 fu scelta per il ruolo di Mrs. Erlynne nel musical di Coward After the Ball, ma la sua voce cantata si era deteriorata drasticamente e gran parte della sua performance dovette essere tagliata. Coward biasimò la sua performance per il relativo fallimento dello spettacolo. Ellis apparve nel film del 1960 The 3 Worlds of Gulliver e fece la sua ultima apparizione in teatro nel 1970, interpretando la signora Warren in La professione della signora Waren di George Bernard Shaw al teatro Yvonne Arnaud di Guildford. Apparve nel 1993 e nel 1994 nella serie televisiva Le avventure di Sherlock Holmes.
Morì nella sua casa di Eaton Square a Londra il 30 gennaio 2003 all'età di 105 anni.

## Opere
Ellis pubblicò il suo libro di memorie nel 1982 dal titolo Those Dancing Years. La sua autobiografia Moments of Truth seguì nel 1986.

## Filmografia
- Bella Donna (1934)
- All the King's Horses (1935)
- Una notte al castello (Paris in Spring), regia di Lewis Milestone (1935)
- Fatal Lady (1936)
- Glamorous Night (1937)
- Il cuore stupito (1949)
- Stupenda conquista (The Magic Box), regia di John Boulting (1951)
- The 3 Worlds of Gulliver (1960)